# Derby Sergipano
O clássico de futebol entre Sergipe e Confiança, comumente chamado de Derby Sergipano, Ser-Con ou Clássico Maior do Futebol Sergipano, é a maior e mais importante rivalidade de Sergipe. Reúne os dois maiores vencedores do Campeonato Sergipano, que juntos conquistaram 60 títulos estaduais.